# Enconada
Enconada (auch La Enconada) ist eine Ortschaft im Departamento Santa Cruz im südamerikanischen Anden-Staat Bolivien.

## Lage im Nahraum
Enconada ist der sechstgrößte Ort des Kanton Cotoca im Municipio Cotoca in der Provinz Andrés Ibáñez. Enconada liegt auf einer Höhe von 342 m achtzehn Kilometer westlich des Río Grande, einem der längsten Flüsse im Binnenstaat Bolivien.

## Geographie
Enconada liegt im bolivianischen Tiefland östlich der Anden-Gebirgskette der Cordillera Central. Die Region weist ein subtropisches Klima mit ausgeglichenem Temperaturverlauf auf.
Die mittlere Durchschnittstemperatur der Region liegt bei 24 °C, die Monatswerte schwanken nur unwesentlich zwischen 20 °C im Juli und 26 °C im Dezember (siehe Klimadiagramm Santa Cruz). Der Jahresniederschlag beträgt etwa 1000 mm, die monatlichen Niederschläge liegen zwischen unter 50 mm in den Monaten Juli und August und über 150 mm im Januar.

## Verkehrsnetz
Enconada liegt in einer Entfernung von 27 Straßenkilometern östlich von Santa Cruz, der Hauptstadt des Departamentos.
Von Santa Cruz aus führt die Nationalstraße Ruta 4/Ruta 9 in östlicher Richtung zwanzig Kilometer bis Cotoca und erreicht nach weiteren sieben Kilometern Enconada. Von dort führt die Nationalstraße weiter nach Puerto Pailas, überquert den Río Grande und führt zur Stadt Pailón. Dort teilen sich die beiden Nationalstraßen, die Ruta 4 führt über 587 Kilometer bis nach Puerto Suárez an der brasilianischen Grenze, und die Ruta 9 führt 1175 Kilometer nach Norden bis Guayaramerín.

## Bevölkerung
Die Einwohnerzahl der Ortschaft ist in den vergangenen zwei Jahrzehnten auf etwa das Doppelte angestiegen:
| Jahr | Einwohner | Quelle       |
| ---- | --------- | ------------ |
| 1992 | 878       | Volkszählung |
| 2001 | 1119      | Volkszählung |
| 2012 | 1925      | Volkszählung |
| 2024 |           | Volkszählung |

Die Region weist einen gewissen Anteil an Quechua-Bevölkerung auf, im Municipio Cotoca sprechen 17,8 Prozent der Bevölkerung Quechua.